# Alfred Grenda
Albert Francis Grenda (Launceston (Tasmanië), 15 september 1889 - Paradise (Californië), 30 mei 1977) was een Australisch baanwielrenner.

## Carrière
Door onder meer een tweede plaats in de Zesdaagse van Sydney in 1911, trok Grenda de aandacht van Amerikaanse wielerpromotors en kreeg een contract aangeboden. Een jaar later versloeg hij Frank Kramer, werd tweede op het wereldkampioenschap sprint op de baan, en wereldkampioen tandem met Walter De Mara.
Met zijn toentertijd lange 1 meter 83 en forse postuur werd zijn bijnaam al snel 'The Tall Tasmanian' en verwierf hij een grote reputatie als baanrenner. Het koppel Alfred Grenda-Alfred Goullet (een landgenoot van Grenda) werd in die jaren als een van de beste beschouwd in het Amerikaanse Zesdaagsen-circuit.
Daarnaast vestigde Grenda in 1914 wereldrecords op de tandem op de 1 en 2 mijl, en in 1915 op de 3 mijl, allemaal met verschillende partners.
In 1926 stopte hij met wedstrijdwielrennen, ging in Californië wonen en nam de Amerikaanse nationaliteit aan.
Zijn neef Ron Grenda was ook een goede zesdaagserenner en diens zoon Michael Grenda won onder meer goud op de Olympische Spelen van 1984 in de 4000 meter ploegachtervolging.

## Palmares
1912
 Wereldkampioenschap sprint
1913
Zesdaagse van Toronto; + Ernie Pye
1914
Zesdaagse van New York; + Alfred Goullet
Zesdaagse van Parijs; + Léon Hourlier, Leon Comes
1915
Zesdaagse van Boston; + Alfred Hill
Zesdaagse van New York; + Alfred Hill
1916
Zesdaagse van Boston; + Alfred Goullet
1922
Zesdaagse van New York; + Reginald McNamara
1923
Zesdaagse van New York; + Alfred Goullet
1924
Zesdaagse van Chicago; + Oscar Egg
- Australian Dictionary of Biography: grenda-albert-francis-10365
- Bibliothèque nationale de France: cb14976383h (data)
- International Standard Name Identifier: 0000 0004 5093 8582
- Trove: 1468229
- Virtual International Authority File: 316737125